# Juan Carlos Monedero
 (novembre 2022).
Si vous disposez d'ouvrages ou d'articles de référence ou si vous connaissez des sites web de qualité traitant du thème abordé ici, merci de compléter l'article en donnant les références utiles à sa vérifiabilité et en les liant à la section « Notes et références ».
Juan Carlos Monedero, né le 12 janvier 1963 à Madrid, est un politologue, essayiste et homme politique espagnol, membre du parti Podemos.

## Biographie

### Éducation et parcours universitaire
Juan Carlos Monedero est le quatrième fils de Salvador Monedero et de Flora Fernandez, tenanciers d'un petit bar à Madrid.
Après une scolarité dans des collèges religieux, il est diplômé en économie puis en science politique. En 1989, Juan Carlos Monedero part en Allemagne entreprendre sous la direction de Klaus von Beyme une thèse sur la Constitution de la RDA en plein bouleversement politique est-allemand. Il rentre en Espagne en 1992 et y devient professeur de science politique à l'université complutense de Madrid.

### Activisme et parcours politique
Juan Carlos Monedero devient par la suite conseiller politique de Gaspar Llamazares et coordinateur général d'Izquierda Unida, entre 2000 et 2005. Il se fait également connaître lors du mouvement d'opposition à la guerre en Irak, notamment sur le campus de la Complutense, aux côtés de professeurs comme Jorge Verstrynge ou d'étudiants comme Pablo Iglesias.
Entre 2005 et 2010 il devient conseiller politique du gouvernement vénézuélien, d'abord au ministère de la Planification puis auprès du président Hugo Chávez lui-même. En 2010 il réalise également des travaux de conseils pour différents gouvernements latino-américains, notamment boliviens, vénézuéliens ou nicaraguayens.
En 2011 il cofonde, coanime et cofinance avec Pablo Iglesias l'émission de télévision La Tuerka qui joue un rôle clé dans le 15M et les différents mouvements sociaux espagnols d'alors. Il participe également dès sa création de manière régulière au programme de Pablo Iglesias Fort Apache.
En janvier 2014 il cofonde le parti politique Podemos en vue des élections européennes de mai 2014.
Devenu une des figures médiatiques clés du parti et connu de l'opinion publique pour ses déclarations chocs il intègre la direction de Podemos en novembre 2014 à l'occasion du congrès de Vistalegre. Dès lors et jusqu'à sa démission il est régulièrement nommé comme le « numéro 3 » du parti après Pablo Iglesias et Íñigo Errejón par les médias. Le 27 janvier 2015 il est accusé d'irrégularités financières dans la déclaration de l'argent reçu après ses opérations de conseil. Bien que non condamné, cela précipite sa démission de la direction du parti le 30 avril 2015, démission également motivée par des désaccords de fond. Depuis cette date, Juan Carlos Monedero anime l'aile critique de Podemos, favorable à un retour aux origines et à la base, mais reste proche de Pablo Iglesias.

### Polémiques et affaires judiciaires
En décembre 2015, Albert Rivera porte plainte contre Juan Carlos Monedero après que celui-ci ait insinué qu'il consommait de la cocaïne lors d'un show satirique.
En juillet 2016 l'université complutense de Madrid suspend Juan Carlos Monedero pour une durée de six mois et lui inflige une amende pour avoir rédigé un rapport pour le gouvernement bolivien facturé 425 000 euros sans avoir demandé d'autorisation à l'université.

## Publications
- El retorno a Europa. De la perestroika al Tratado de Maastricht, Complutense, 1992.
- Avec Paniagua Soto et Juan Luis, En torno a la democracia en España. Problemas pendientes del sistema político español, Tecnos, 1999.
- Informe sobre la implantación del euro en España, European University Institute, Badia Fiesolana, 2000.
- Cansancio del Leviatán : Problemas políticos en la mundialización, Trotta, 2003.
- La Constitución destituyente de Europa : Claves para otro debate constitucional, La Catarata, 2005.
- Avec Haiman El Troudi, Empresas de Producción Social. Instrumento para el socialismo del siglo XXI, 2006.
- Disfraces del Leviatán : El papel del estado en la globalización neoliberal, Akal, 2009.
- Claves para un mundo en transición. Crítica y reconstrucción de la política, Cyan, 2009.
- El gobierno de las palabras, Fondo de Cultura Económica de España, 2009.
- Avec Pablo Iglesias Turrión, ¡Que no nos representan! : El debate sobre el sistema electoral español, Popular, 2011.
- La rebelión de los indignados, Rompeolas, 2011.
- La transición contada a nuestros padres, La Catarata, 2011.
- Dormíamos y despertamos. El 15M y la reinvención de la democracia, Nueva Utopía, 2012.
- Curso urgente de política para gente decente, Seix Barral, 2013.
- Avec Julio Anguita, Conversaciones entre Julio Anguita y Juan Carlos Monedero. Más Madera a dos voces, Icaria, 2013.